# Haptenchelys texis
Haptenchelys texis är en fiskart som beskrevs av Robins och Martin, 1976. Haptenchelys texis ingår i släktet Haptenchelys och familjen Synaphobranchidae. Inga underarter finns listade i Catalogue of Life.